# Воропаевка (Киевская область)
Воропаевка (укр. Воропаївка) — село, входит в Иванковский район Киевской области Украины.
Население по переписи 2001 года составляло 213 человек. Почтовый индекс — 07203. Телефонный код — 4591. Занимает площадь 1 км². Код КОАТУУ — 3222086803.

## Местный совет
07260, Київська обл., Іванківський р-н, с. Шпилі